# Parabrimidius ovalis
Parabrimidius ovalis là một loài bọ cánh cứng trong họ Cerambycidae.